# SN 2011gg
SN 2011gg – supernowa typu Ia odkryta 20 września 2011 roku w galaktyce A004621-0909. W momencie odkrycia miała maksymalną jasność 17,60m.